# Langenbruck
För andra betydelser, se Langenbruck (olika betydelser).
Langenbruck är en ort och kommun i distriktet Waldenburg i kantonen Basel-Landschaft, Schweiz. Kommunen har 997 invånare (2023).